# Dehkade-je Asajesz
Dehkade-je Asajesz (perski: دهكده اسايش) – wieś w Iranie, w ostanie Azerbejdżan Zachodni. W 2006 roku  liczyła 356 mieszkańców w 91 rodzinach.